# سیارک ۲۵۳۷۸
سیارک ۲۵۳۷۸ (به انگلیسی: 25378 Erinlambert، نامگذاری:1999TY197) بیست و پنج هزار و سیصد و هفتاد و هشتمین سیارک کشف شده‌است که در ۱۲ اکتبر ۱۹۹۹ کشف شد.
قدر مطلق سیارک برابر ۱۱.۷ است.